# Cristián Sarco
Cristián José Sarco Colmenarez (ur. 26 kwietnia 1994) – wenezuelski zapaśnik w stylu wolnym. Trzeci na igrzyskach panamerykańskich w 2015 i 2023, a także mistrzostwach panamerykańskich w 2024. Srebrny medal na igrzyskach Ameryki Południowej w 2022 i brązowy w 2014. Mistrz igrzysk boliwaryjskich w 2017 i 2022. Wicemistrz panamerykański juniorów w 2013 roku.
Absolwent uniwersytetu w Carabobo.
Jego siostra Betzabeth Sarco jest również zapaśniczką.